# Saint-Denis (Réunion)
 For alternative betydninger, se Saint-Denis (flertydig). (Se også artikler, som begynder med Saint-Denis)
Saint-Denis er en mindre fransk provinsby. Den er hovedsæde i departementet Réunion.
Saint-Denis er den mest befolkningsrige kommune blandt Frankrigs oversøiske områder. I 1999 var der 158.139 indbyggere i byområdet Saint-Denis, hvoraf 131.557 boede i selve byen Saint-Denis og resten i de omkringliggende områder.